# Cartografia di Marte
Per la cartografia di Marte, l'Unione Astronomica Internazionale ha convenzionalmente suddiviso la superficie del pianeta secondo un reticolato, adatto ad una rappresentazione in scala 1:5.000.000, che definisce 30 maglie.
Le dimensioni delle maglie differiscono per numero di gradi di longitudine e latitudine coperti. Per ciascuno degli emisferi nord e sud sono state definite tre fasce di maglie:
- La prima fascia si estende tra gli 0° e i 30° N/S (rispettivamente per ciascun emisfero) ed è suddivisa in otto maglie di 45° di longitudine ciascuna.
- La seconda si estende tra i 30° N/S e i 65° N/S ed è suddivisa in sei maglie di 60° di longitudine ciascuna. Per entrambe queste fasce si è adottato come meridiano convenzionale per l'avvio della suddivisione in maglie quello posto a 180° E, ovvero l'antimeridiano del meridiano fondamentale.
- La terza fascia, che si estende oltre i 65° N/S, è composta dalla sola maglia circumpolare.

## Cartografia moderna

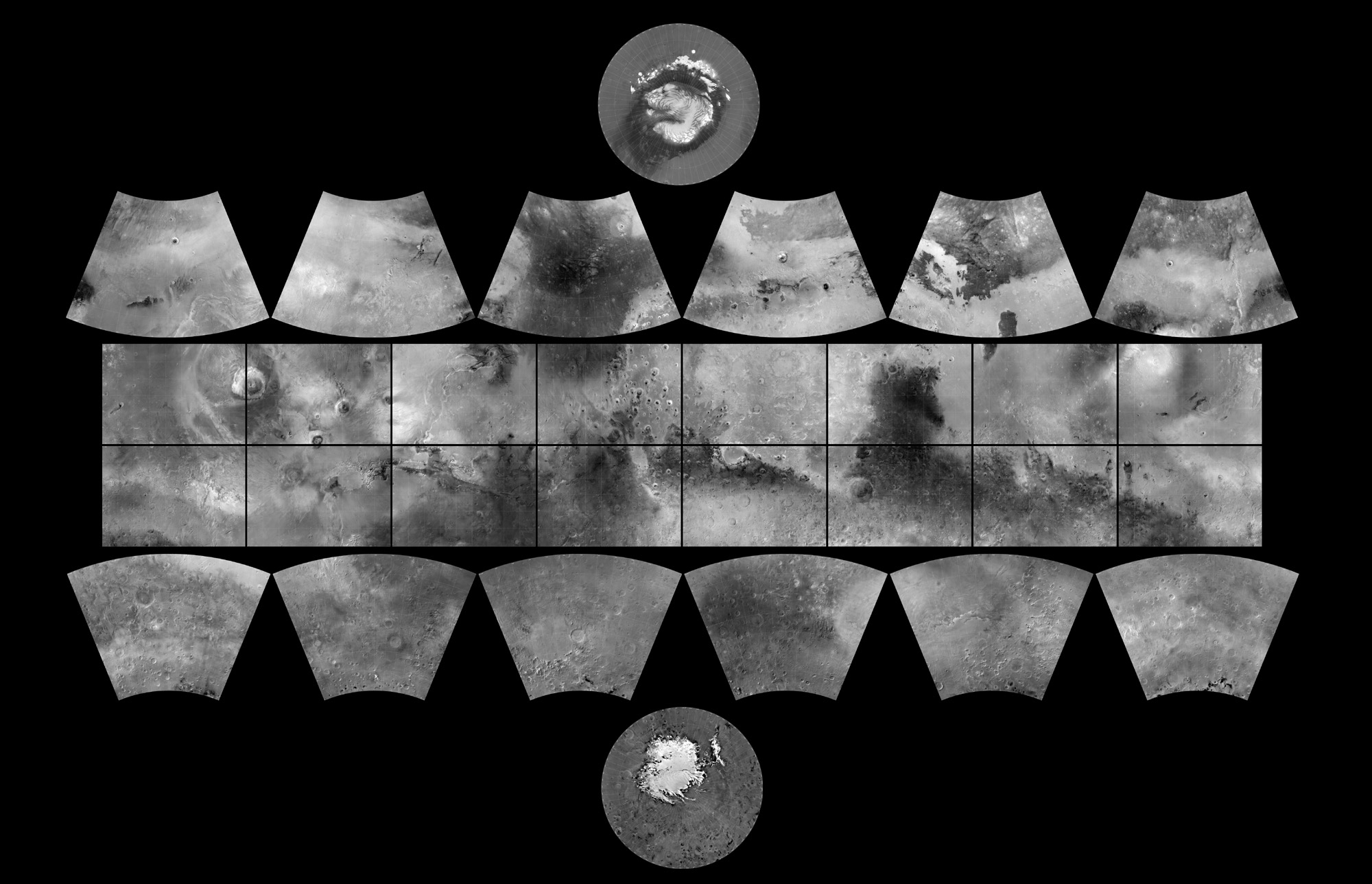
Le maglie di Marte.

L'attuale cartografia, risultato dell'elaborazione delle immagini di dettaglio ottenute tra il 1999 e il 2004 durante la missione Mars Global Surveyor, migliora per copertura e qualità quella precedente del 1979 basata su immagini ottenute tra il 1971 e il 1972 con la sonda Mariner 9 e dopo il 1976 con gli orbiter del programma Viking.
Durante la sua vita utile la Mariner 9 poté ottenere immagini di poco meno del 70% della superficie: per le parti mancanti furono utilizzate, ove disponibili, immagini delle due missioni del programma Viking. Rimanevano comunque aree non coperte.
Tra maggio e giugno del 1999 la missione Mars Global Surveyor aveva ottenuto immagini per tutte le maglie tranne le due polari e porzioni oltre il 60º parallelo per le maglie 24 e 29. La copertura delle regioni australi fu raggiunta nel febbraio 2002, quella delle regioni boreali nell'agosto 2004.
Alle maglie del reticolato è stato assegnato un codice di tipo MC-n, dove MC è l'acronimo dell'espressione inglese Mars Chart, ovvero Carta di Marte, mentre n è il sequenziale assegnato alla maglia all'interno del reticolato. La numerazione delle maglie avviene da nord verso sud e da est verso ovest. Le maglie circumpolari sono di forma circolare. Ad ogni maglia è stato inoltre assegnato un nome ripreso da un elemento topografico di rilievo che si trova nella maglia.

## Cartografia storica
I primi tentativi di rappresentare la superficie di Marte risalgono al XVII e XVIII secolo ad opera di Giovanni Cassini e William Herschel ma la limitata capacità di risoluzione dei loro telescopi non permise di andare oltre semplici ombreggiature.
Nel corso del XIX secolo le rappresentazioni divennero più accurate e fra le molte prodotte ebbero particolare successo quelle di Giovanni Schiaparelli che per la prima volta riportano i cosiddetti canali di Marte. Nelle successive mappe di Henri Joseph Anastase Perrotin, Eugène Michel Antoniadi e Percival Lowell i canali sono rappresentati con sempre maggior dettaglio.
Negli anni sessanta del XX secolo, alla vigilia dell'epoca dell'esplorazione spaziale, la mappa di Marte della NASA si limitava ad indicare una serie di caratteristiche di albedo.
| Cassini Herschel | Schiaparelli | Perrotin |
| ---------------- | ------------ | -------- |
|                  |              |          |
| Antoniadi        | Lowell       | NASA     |
|                  |              |          |